# Dismano
Dismano è un quartiere di Cesena, situato a nord-ovest della città. Si estende su una superficie di 21,18 km² con una popolazione di 4 376 abitanti (dicembre 2008). Confina a sud con il quartiere Oltre Savio e a est con il Ravennate e il Cervese Sud. Il suo territorio comprende le frazioni di Pievesestina, San Cristoforo, Case Scuola Vecchia, Provezza, Sant'Andrea in Bagnolo e Case Gentili.
Il quartiere Dismano deve il suo nome dal grande fossato e dall'omonima strada che lo percorrono fino alla provincia di Ravenna, conosciuto anche con il toponimo romagnolo Dsmén. Risulta attualmente uno dei quartieri più importanti della città grazie sia alla rete stradale che lo attraversano (l'intersezione dell'Autostrada A14 Bologna-Taranto e della E45 Orte-Ravenna lo rendono un fulcro strategico commerciale) che ai grandi stabilimenti industriali e agricoli che sono sorti nelle varie zone del suo territorio, tra i quali: Trevi, Olidata, Orogel, Apofruit a Pievesestina e gli studi di produzione dell'emittente  Teleromagna a Case Gentili.